# Grad Groot Poelgeest
Groot Poelgeest je je bil grad v Koudekerk aan den Rijn  (Mrzla cerkev ob Renu) v nizozemski provinci Južna Holandija. Bil je okrogel vodni grad. Zdaj je od njega ostal samo še eden od stolpov in kočijažnica iz leta 1648 .

## Zgodovina
Grad je bil verjetno zgrajen okoli leta 1250, ko so se na tem območju naselili gospodje Poelgeest. Prva omemba gradu sega v leto 1326, ko so ga gospodje Poelgeest prejeli v fevd od holandskega grofa. Leta 1326 je bil lastnik gradu Dirk Poelgeest, gospod Hoogmadeja. Leta 1344 njegov sin Gerrit van Poelgeest podeduje grad, kjer je še naprej živel z bratom Janezom. Njegov naslednik Dirk van Poelgeest je umrl leta 1409, nato pa je lastnik postal njegov sin Gerrit van Poelgeest.
Grad je bil oblegan in uničen leta 1420 med vojnami trnkov in trsk. Obleganje je verjetno vodil Albrecht Beiling. Vse osebe, ki so bile v gradu, so bile obglavljene, grad pa popolnoma uničen. Gerrit Poelgeest ni bil na gradu, spremljal je Jakobo Bavarsko na njenih potovanjih po svojih deželah. Gerrit je grad ponovno pozidal. Grad je bil močno poškodovan v uničujočem požaru leta 1489, nakar je bil obnovljen. Grad je bil poškodovan tudi pozneje v osemdesetletni vojni, ko so se gospodje Poelgeest postavili na stran Viljema Oranskega. Zaradi tega so Španci grad leta 1566 zaplenili. Toda leta 1576, ob pacifikaciji v Gentu, je bil grad vrnjen njegovemu zakonitemu lastniku. Zaradi zasedbe španskih čet (1573-1574) je grad postal tako rekoč nenaseljen. 
Leta 1605 je bil grad popolnoma obnovljen in nastala je eleganten grad iz 17. stoletja. Zaradi dolgov je morala vdova po Gerrit Poelgeestu grofica Merode leta 1692 grad prodati, da bi poplačala upnike. Grad je kupila Alida van Schellingwou, a po njeni smrti leta 1717 je grad ostal zapuščen in propadal. Na zadnje je grad več desetletij do leta 1867 bil v lasti družine Holtius. Grad je bil delno porušen, z ruševinami pa so utrdili nekatere nasipe. Ostala sta le dva stolpa, od katerih se je eden leta 1840 zrušil. Drugi pa še vedno stoji.

## Galerija slik
- Foto (2009)
- Foto (2. pol. 20 st.)